# Team Solution Tech-Vini Fantini/2025
Deze pagina geeft een overzicht van de Solution Tech-Vini Fantini-wielerploeg in 2025.

## Algemene gegevens
Teammanager: Serge Parsani
Ploegleiders: Leonardo Canciani, Filippo Fuochi, Marco Zamparella
Fietsmerk: Pardus

## Renners
| Naam                    | Geboortedatum | Nationaliteit       | Ploeg 2024                         |
| ----------------------- | ------------- | ------------------- | ---------------------------------- |
| Yukiya Arashiro         | 22-09-1984    | Japan               | Bahrain-Victorious                 |
| Davide Baldaccini       | 22-05-1998    | Italië              |                                    |
| Alexandre Balmer        | 04-05-2000    | Zwitserland         |                                    |
| Valerio Conti           | 30-05-1993    | Italië              |                                    |
| Đorđe Đurić             | 21-06-2000    | Servië              | Adria Mobil                        |
| Matteo Fabbro           | 10-04-1995    | Italië              | Team Polti Kometa                  |
| Filippo Fortin          | 01-02-1989    | Italië              | Maloja Pushbikers                  |
| Roberto Carlos González | 21-05-1994    | Panama              |                                    |
| Alessandro Iacchi       | 26-05-1999    | Italië              |                                    |
| Felix James Meo         | 03-04-1997    | Nieuw-Zeeland       | Maloja Pushbikers                  |
| Tommaso Nencini         | 10-09-2000    | Italië              | Zalf Euromobil Fior                |
| Andrea Piras            | 05-02-2002    | Italië              | Namedsport - MI Impianti           |
| Lorenzo Quartucci       | 05-04-1999    | Italië              |                                    |
| Dušan Rajović           | 19-11-1997    | Servië              | Bahrain-Victorious                 |
| Joann Rolando           | 20-09-2006    | Italië              | Team Franco Ballerini              |
| Carlos Samudio          | 05-10-1997    | Panama              |                                    |
| Kristian Sbaragli       | 08-05-1990    | Italië              |                                    |
| Mark Stewart            | 25-08-1995    | Verenigd Koninkrijk |                                    |
| Arnaud Tissières        | 14-05-1996    | Zwitserland         | Elite Fondations Cycling Team      |
| Kyrylo Tsarenko         | 13-10-2000    | Oekraïne            |                                    |
| Luca Verrando           | 21-07-2004    | Italië              | Team Bike Sicilia - Multicar Amarù |
| Attilio Viviani         | 18-10-1996    | Italië              |                                    |

### Vertrokken
| Naam               | Geboortedatum | Nationaliteit | Ploeg 2025                    |
| ------------------ | ------------- | ------------- | ----------------------------- |
| Matteo Amella      | 26-10-2001    | Italië        | Gestopt                       |
| Niccolò Bonifazio  | 29-10-1993    | Italië        | Gestopt                       |
| Valentin Darbellay | 19-11-1997    | Zwitserland   | Elite Fondations Cycling Team |
| Antoine Debons     | 17-02-1998    | Zwitserland   | Elite Fondations Cycling Team |
| Jakub Mareczko     | 30-04-1994    | Italië        | Mazowsze Serce Polski         |
| Giulio Masotto     | 14-05-1999    | Italië        | Gestopt                       |
| Alessandro Monaco  | 04-02-1998    | Italië        | Gestopr                       |
| Marco Murgano      | 29-03-1998    | Italië        | Gestopt                       |
| Simone Olivero     | 29-04-2001    | Italië        | Gestopt                       |
| Mark Padun         | 06-07-1996    | Oekraïne      | Gestopt                       |
| Andrij Ponomar     | 05-09-2002    | Oekraïne      | Petrolike                     |
| Jan Stöckli        | 08-01-1999    | Zwitserland   | Gestopt                       |
| Etienne van Empel  | 14-04-1994    | Nederland     | ?                             |
| Samuele Zambelli   | 02-04-1998    | Italië        | ?                             |

## Overwinningen
| Nationale kampioenschappen wielrennen Panamees kampioen tijdrijden: Carlos Samudio Panamees kampioen op de weg: Roberto González Servisch kampioen tijdrijden: Dušan Rajović Ronde van Sharjah 2e etappe: Dušan Rajović Puntenklassement: Dušan Rajović Ploegenklassement: *1) Istrian Spring Tour 3e etappe: Dušan Rajović Puntenklassement: Dušan Rajović Ronde van Thailand 4e etappe: Lorenzo Quartucci Ploegenklassement: *2) Ronde van Hainan 2e etappe: Dušan Rajović 3e etappe: Kyrylo Tsarenko Eindklassement: Kyrylo Tsarenko | Ronde van Kumano 1e etappe: Dušan Rajović 3e etappe: Mark Stewart 4e etappe: Dušan Rajović Eindklassement: Mark Stewart Puntenklassement: Dušan Rajović Ronde van Japan Proloog: Dušan Rajović TrofeoAlcide Degasperi Kyrylo Tsarenko Ronde van Slovenië 4e etappe: Kyrylo Tsarenko The Road Race Tokyo Tama Lorenzo Quartucci Trans-Himalaya Cycling Race 3e etappe: Dušan Rajović 4e etappe: Dušan Rajović Puntenklassement: Dušan Rajović |  |

*1) Ploeg Ronde van Sharjah: Baldaccini, Balmer, Đurić, Fortin,  Quartucci, Rajović
*2) Ploeg Ronde van Thailand: Arashiro, Fortin, Iacchi, Quartucci, Tissières
Burgos-Burpellet-BH · Caja Rural-Seguros RGA · Equipo Kern Pharma · Euskaltel-Euskadi · Israel-Premier Tech · Lotto · Q36.5 Pro Cycling Team · Team Flanders-Baloise · Team Novo Nordisk · Team Polti VisitMalta · Toscana Factory Team Vini Fantini · TotalEnergies · Tudor Pro Cycling Team · Unibet Tietema Rockets · Uno-X Mobility · VF Group-Bardiani CSF-Faizanè · Wagner Bazin WB
2022 · 2023 · 2024 · 2025